# AR-worldseries
De AR-worldseries is een wereldkampioenschapsserie van "expedition style" adventureracen. Via de races kunnen teams zich kwalificeren voor het wereldkampioenschap later in het jaar.
De races worden elk jaar wereldwijd gehouden, meestal in onherbergzame gebieden. De afzonderlijke races bestaan uit een parcours van enkele honderden kilometers lang die door teams van 4 personen non-stop worden afgelegd. Hetzij per mountainbike, kajak, kano, te paard, te voet of op andere wijze. De teams zijn zelfvoorzienend en mogen geen hulp van buitenaf krijgen tijdens de race.

## Races in de serie
De onderstaande AR-races waren kwalificatieraces voor het wereldkampioenschap 2009 dat in Portugal werd gehouden van 5 tot en met 15 november.
| Wedstrijd                       | Land             | Datum                         |
| ------------------------------- | ---------------- | ----------------------------- |
| Ecomotion                       | Brazilië         | 29 oktober - 9 november 2008  |
| XPD Australia                   | Australië        | 17-28 november 2008           |
| Portugal XPD Race               | Portugal         | 30 november - 4 december 2008 |
| Huairasinchi                    | Ecuador          | 21-23 februari 2009           |
| Bergson Winter Challenge        | Polen            | 22 februari - 1 maart 2009    |
| Bimbache Extrem Castilla y León | Spanje           | 16-23 mei 2009                |
| Raid in France                  | Frankrijk        | 29 mei - 7 juni 2009          |
| Explore Sweden                  | Zweden           | 28 juni - 5 juli 2009         |
| Untamed New England             | Verenigde Staten | 9 - 12 juli 2009              |

## Disciplines tijdens de races
- Peddelen: kajak, kano, raften en tubing
- Transport met wielen: mountainbike, step, inlineskaten, rolschaatsen
- Transport met dieren: paardrijden, kameelrijden
- Lucht transport: paragliding, deltavliegen
- Landschapselementen: oriëntatie, alpinisme, coasteering, zwemmen, canyoning, riverboarding;
- Touwhindernissen: tyrolian, touwbruggen, abseilen, prusikken, tokkelen